# Ставищенська волость (Таращанський повіт)
Ставищенська волость — адміністративно-територіальна одиниця Таращанського повіту Київської губернії з центром у містечку Ставище (смт).
Станом на 1886 рік складалася з 8 поселень, 8 сільських громад. Населення — 2687 осіб (1492 чоловічої статі та 1195 — жіночої), 1724 дворових господарства.
|                     | Площа, десятин | У тому числі орної, десятин |
| ------------------- | -------------- | --------------------------- |
| Сільських громад    | 9072           | 6106                        |
| Приватної власності | 6701           | 4027                        |
| Надільної власності | 1634           | 1403                        |
| Іншої власності     | 371            | 298                         |
| Загалом             | 17778          | 11834                       |

Поселення волості:
- Ставище — колишнє державне та власницьке містечко при річці Гнилий Тікич за 32 версти від повітового міста, 2306 осіб, 356 дворів, 2 православні церкви, костел, єврейський молитовний будинок, школа, лікарня, 15 постоялих дворів, трактир, 12 постоялих будинків, 120 лавок, 5 кузень, паровий, 3 водяних та 6 кінних млинів, пивоварний завод.
- Антонівка — колишнє власницьке село при річці Гнилий Тікич, 1136 осіб, 187 дворів, православна церква, школа, постоялий будинок, водяний млин.
- Городища — колишнє власницьке село, 1070 осіб, 149 дворів, православна церква, школа, постоялий будинок.
- Розкішна — колишнє власницьке село при річці Гнилий Тікич, 2101 особа, 394 двори, православна церква, 4 постоялих будинки, винокурний завод.
- Скибин — колишнє власницьке село при річці Гнилий Тікич, 2275 осіб, 205 дворів, православна церква, школа, 2 постоялих будинки, лавка.
- Сніжки — колишнє власницьке село при річці Гнилий Тікич, 741 особа, 96 дворів, православна церква, школа, постоялий будинок.
- Юрківка — колишнє державне та власницьке село при річці Гнилий Тікич, 546 осіб, 68 дворів, православна церква, школа, постоялий будинок.